# أبو الرشيد الرازي
العالم العربي المسلم الرياضي أبو الرشيد مُبَشِّر بن أحمد بن علي، رازي (1136 - 1193)، الأصل مواليد بغداد سنة 530 هـ وعاش بها حتى انتقل إلى نصيبين وتوفي بها سنة 589 هـ. اشتغل ب الرياضيات وبرع فيها، ولا سيما في الحساب وخواص الأعداد، والجبر والمقابلة والهيئة وقسمة التركات اعتمده الخليفة الناصر لدين الله في اختيار الكتب لخزائن الكتب بالدار الخليفية، وأرسله موفداً إلى الملك العادل أبي بكر أيوب إلى بلاد الموصل فلقيه في نصيبين.
1. ↑  "أبو رشيد الرازي .. عالم الحساب والفرائض". العربي الموحد الإخبارية. 13 سبتمبر 2022. اطلع عليه بتاريخ 2024-02-10.
2. ↑  "أبو الرشيد الرازي". e3arabi - إي عربي. 2 يونيو 2022. اطلع عليه بتاريخ 2024-02-10.
3. ↑  "أبو الرشيد الرازي". المرجع الالكتروني للمعلوماتية. اطلع عليه بتاريخ 2024-02-10.